# Region kościelny Abruzja-Molise
Region kościelny Abruzja-Molise – jeden z szesnastu regionów kościelnych, na które dzieli się Kościół katolicki we Włoszech. Obejmuje swym zasięgiem świeckie regiony Abruzja i Molise.

## Podział
- Archidiecezja L’Aquila
  - Diecezja Avezzano
  - Diecezja Sulmona-Valva

- Archidiecezja Campobasso-Boiano
  - Diecezja Iserni-Venafro
  - Diecezja Termoli-Larino
  - Diecezja Trivento

- Archidiecezja Chieti-Vasto
  - Archidiecezja Lanciano-Ortona

- Archidiecezja Pescara-Penne
  - Diecezja Teramo-Atri

## Dane statystyczne
Powierzchnia w km²: 15.472

Liczba mieszkańców: 1.560.656

Liczba parafii: 1.051

Liczba księży diecezjalnych: 919

Liczba księży zakonnych: 357

Liczba diakonów stałych: 92

## Konferencja Episkopatu Abruzji-Molise
- Przewodniczący: kard. Giuseppe Petrocchi – arcybiskup L’Aquili
- Wiceprzewodniczący: abp Giancarlo Maria Bregantini – arcybiskup Campobasso-Boiano
- Sekretarz generalny: bp Claudio Palumbo – biskup Trivento